# Kaiservilla Bad Ischl

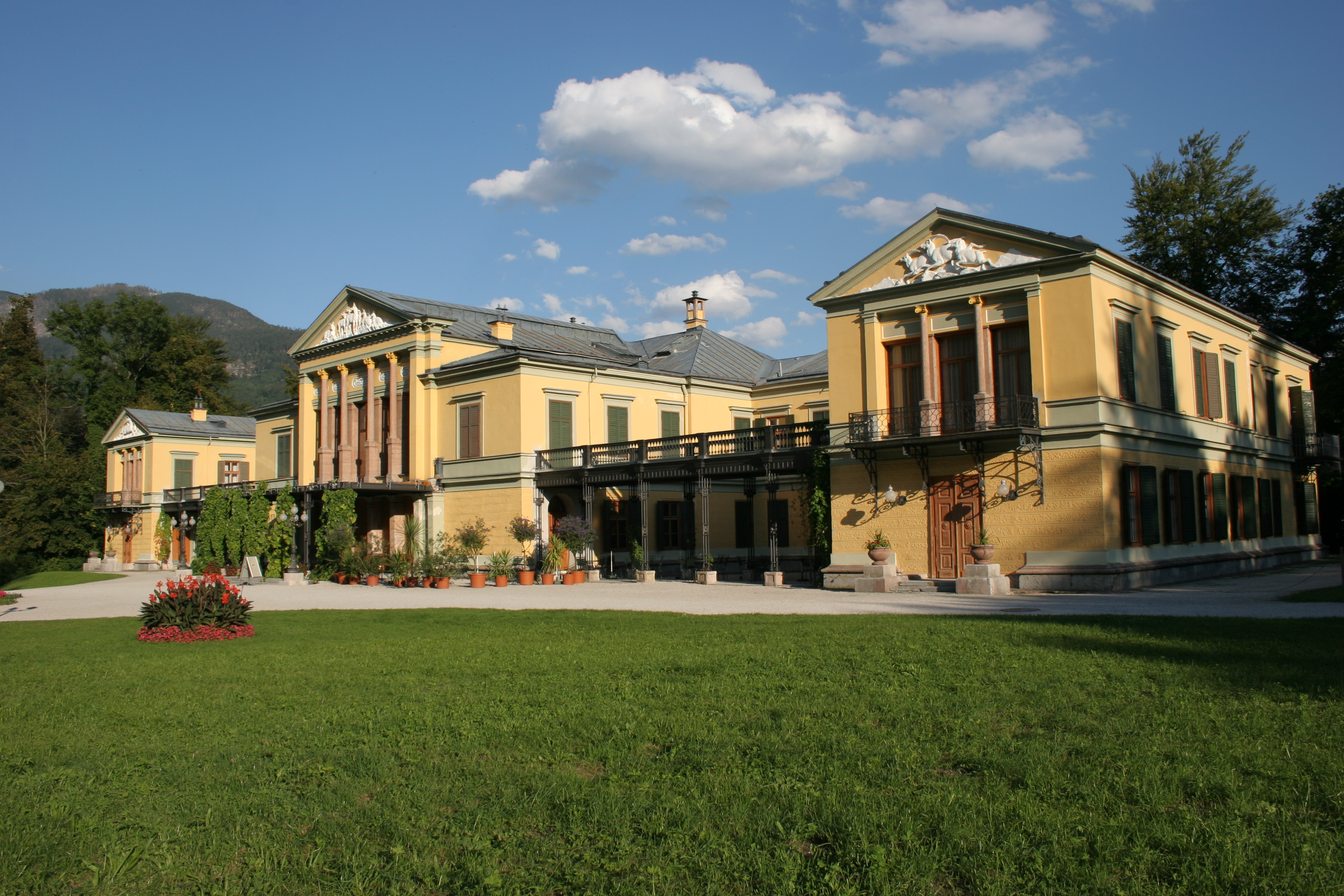
Kaiservilla in Bad Ischl

Die Kaiservilla in Bad Ischl (Oberösterreich) war die Sommerresidenz von Kaiser Franz Joseph I. und Kaiserin Elisabeth (Sisi) von Österreich.

## Geschichte und Anlage
Das Gebäude am Fuß des Jainzenberg war ursprünglich eine Villa im Stil des Biedermeier, die 1834 vom Wiener Notar Josef August Eltz erbaut wurde. 1850 kaufte sie der Arzt Eduard Mastalier. Nach der Verlobung von Kaiser Franz Joseph I. mit Herzogin Elisabeth in Bayern im Jahr 1853 erwarb Franz Josephs Mutter, Erzherzogin Sophie, das Anwesen als Hochzeitsgeschenk für das kaiserliche Paar.
In den folgenden Jahren wurde die Villa nach Entwürfen von Anton(io) Legrenzi (* 1804, † 30. März 1858), dem kunstverständigen k. k. ersten Leibkammerdiener von Franz Joseph I., im klassizistischen Stil umgebaut und erweitert. Der schon bestehende Mitteltrakt wurde parkseitig ausgebaut, wodurch die ursprüngliche Rückseite des Hauses zu einem repräsentativen Eingang mit klassizistischen Säulen und Tympanon wurde. Zusätzlich entstanden zwei Seitenflügel, die dem Gesamtbauwerk die Form eines „E“ verliehen, was auf eine mögliche Hommage des Bauherrn an seine Ehefrau hindeutet.
Die Villa ist von einem ausgedehnten Park im englischen Stil umgeben. Der Park, das Marmorschlössl – das seit 1978 das Photomuseum der Oberösterreichischen Landesmuseen beherbergt – und alle Nebengebäude wurden vom Hofgärtner Franz Rauch gestaltet. Das Marmorschlössl diente als Cottage (Rückzugsort) für Elisabeth.
Das gesamte Ensemble in seiner heutigen Form wurde erst 1860 fertiggestellt, da in den Sommermonaten wegen der Anwesenheit der kaiserlichen Familie nicht gebaut werden durfte. Der Springbrunnen aus weißem Marmor vor dem Mitteltrakt wurde 1884 von Viktor Tilgner geschaffen. Auch der ganze Jainzenberg gehörte zum kaiserlichen Anwesen, hier fanden sich Spazierwege und Aussichtspunkte, es wurde aber auch gejagt.
Der Kaiser verbrachte seine Sommerferien fast jedes Jahr ab Anfang Juli bis Ende August in diesem kleinen Sommerschloss. Zahlreiche gekrönte Häupter waren hier zu Gast und jeweils am 18. August feierte Franz Joseph seinen Geburtstag. Nach Ischl begleiteten ihn neben der Kaiserin nur der Generaladjutant Graf Paar, zwei Flügeladjutanten, der Hofburgpfarrer und der Leibarzt. Regelmäßige Gäste waren seine Töchter, die Erzherzoginnen Gisela und Valerie mit ihren Familien, die sich in der „Griesvilla“ am rechten Ufer der Traun einquartierten. Der Kaiser ging oft frühmorgens auf die Drückjagd; an den anderen Tagen frühstückte er – wenn die Kaiserin anwesend war – mit ihr im Marmorschlössl. Seit 1889 begab er sich stets um 6.30 Uhr zum Frühstück in die Villa Felicitas zu seiner engen Vertrauten Katharina Schratt, die den Kaiser und die Kaiserin auch auf ihren Spaziergängen in der Umgebung begleitete.
Die Kaiservilla wurde im Jahr 1890 mittels eines kleinen Dampfkraftwerkes, welches sich in der Nähe der Wirtschaftsgebäude befand, elektrifiziert.
Am 28. Juli 1914 unterzeichnete er in seinem Arbeitszimmer im Westflügel des Hauses die fatale Kriegserklärung an Serbien (und am selben Tag das bekannte Manifest An Meine Völker!), woraus sich in weiterer Folge der Erste Weltkrieg entwickelte, der zum Zerfall der Habsburgermonarchie führte. Kaiser Franz Joseph starb 1916 und vererbte das Anwesen seiner jüngsten Tochter, Erzherzogin Marie Valerie. Sie war mit Erzherzog Franz Salvator aus der Linie Österreich-Toskana verheiratet, wodurch der Besitz in der Familie Habsburg blieb. Da die Kaiservilla habsburgischer Privatbesitz war und Franz Salvator und Marie Valerie auf alle Thronansprüche verzichteten, blieb das Anwesen auch nach dem Zusammenbruch der Österreichisch-Ungarischen Monarchie (1918) in ihrem Besitz. Ihr Sohn Hubert Salvator Habsburg-Lothringen übernahm die Villa als Erbe. Heutiger Eigentümer ist dessen Sohn Markus Emanuel Habsburg-Lothringen.
In der Nacht auf den 15. Juli 1947 wurde in die Kaiservilla eingebrochen. Die unbekannten Täter entwendeten Gegenstände im damals geschätzten Realwert von 25.000 Schilling, unter anderem aus dem Audienzzimmer einen vergoldeten Brotlaib im Gewicht von zwei Kilogramm, den der Kaiser seinerzeit als Spende von Bosnien erhalten hatte. Da es den Tätern trotz der Sicherheitsvorkehrungen gelang in drei Räume – Audienzzimmer, sowie Arbeitszimmer und Schlafgemach von Franz Joseph – einzudringen, wurde vermutet, dass es sich um Ortskundige gehandelt hatte.
Die Anlage Kaiservilla Bad Ischl, das umfasst die Kaiservilla samt Park, sowie das Kaiservilla-Küchengebäude (Office), das ehemalige Gärtnerhaus (Gärtnerei), das Marmorschlössl, und die Gebäude vom Fotomuseum des Landes Oberösterreich und Landesmusikschule, stehen unter Denkmalschutz.
Die Parkanlage ist im Originalzustand des frühen Historismus gut erhalten, gehört zu den bedeutendsten gartenarchitektonischen Denkmalen Österreichs und steht explizit als solches unter Denkmalschutz (Nr. 24 im Anhang zu § 1 Abs. 12 DMSG).
Villa und Park sind während der Sommermonate sowie auch zeitweise im Winter öffentlich zugänglich. Der Kaiserpark war während der Oberösterreichischen Landesgartenschau 2015, welche das Motto „… des Kaisers neue Gärten“ trug, offizieller Bestandteil des Ausstellungsgeländes.

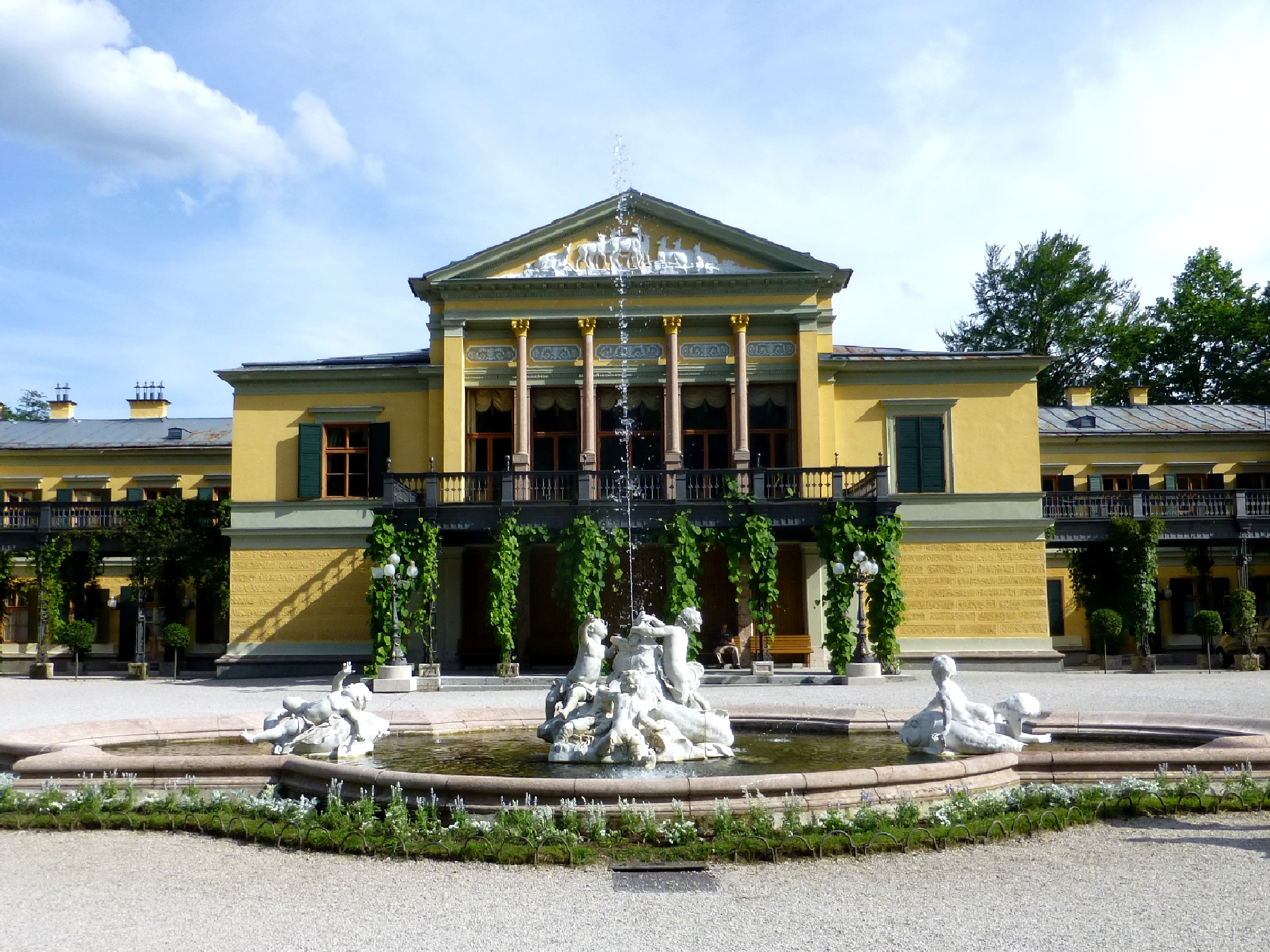
Der Mittelrisalit der Villa
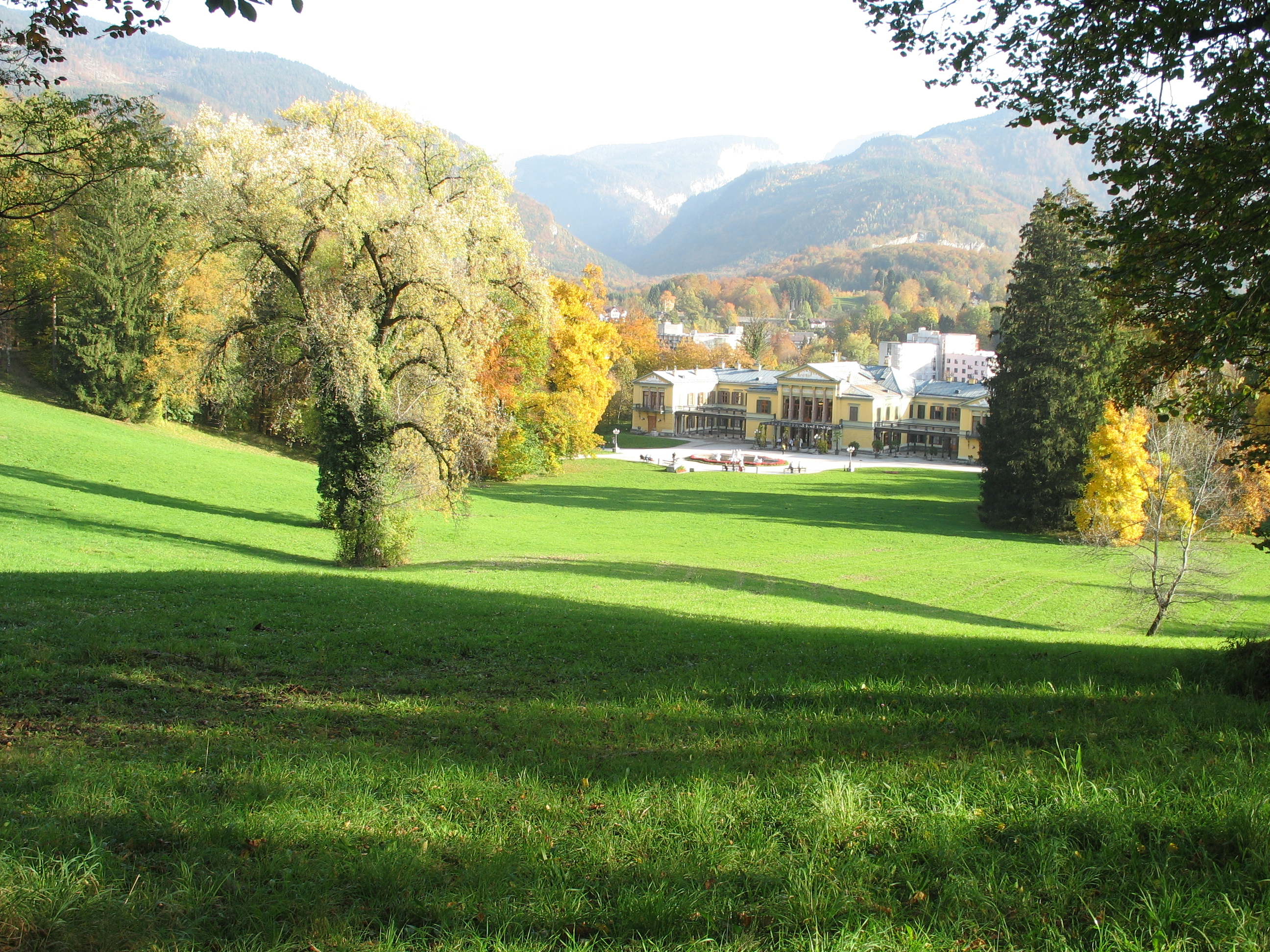
Blick vom Park
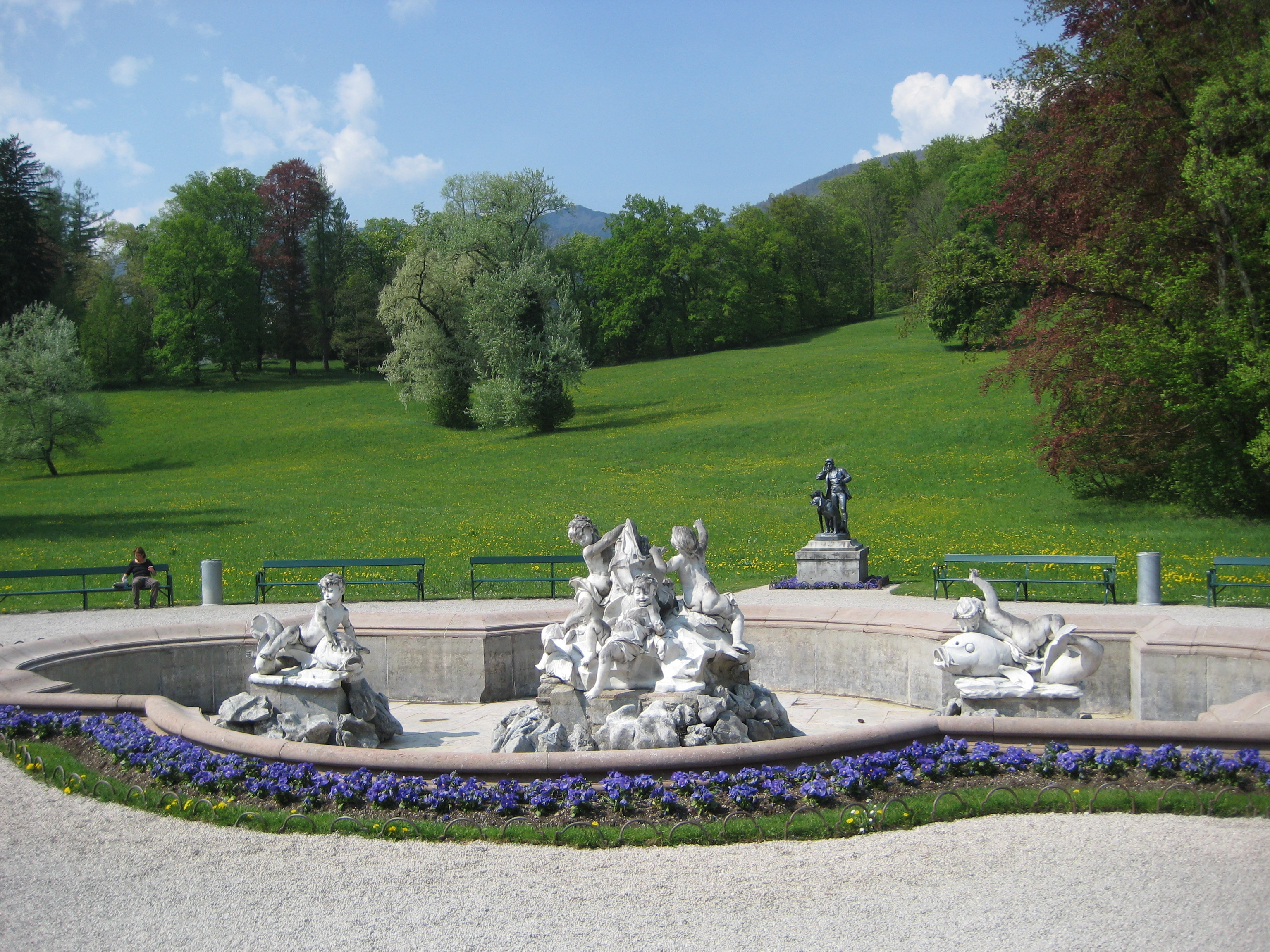
Brunnen aus weißem Marmor von Viktor Tilgner
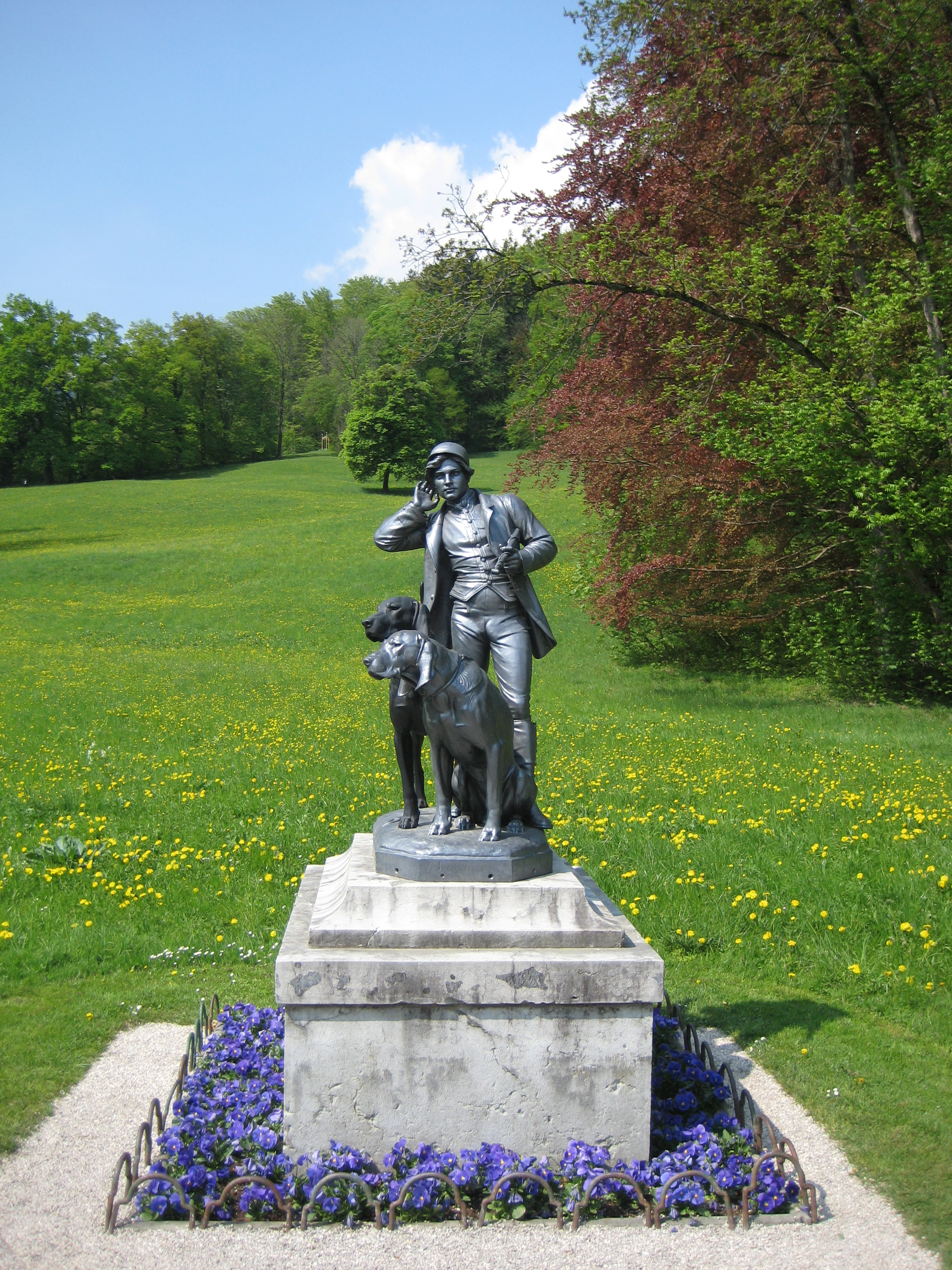
Der Lauscher, eine Plastik aus Edelerz, war ein Geschenk der Königin von England an Kaiserin Elisabeth
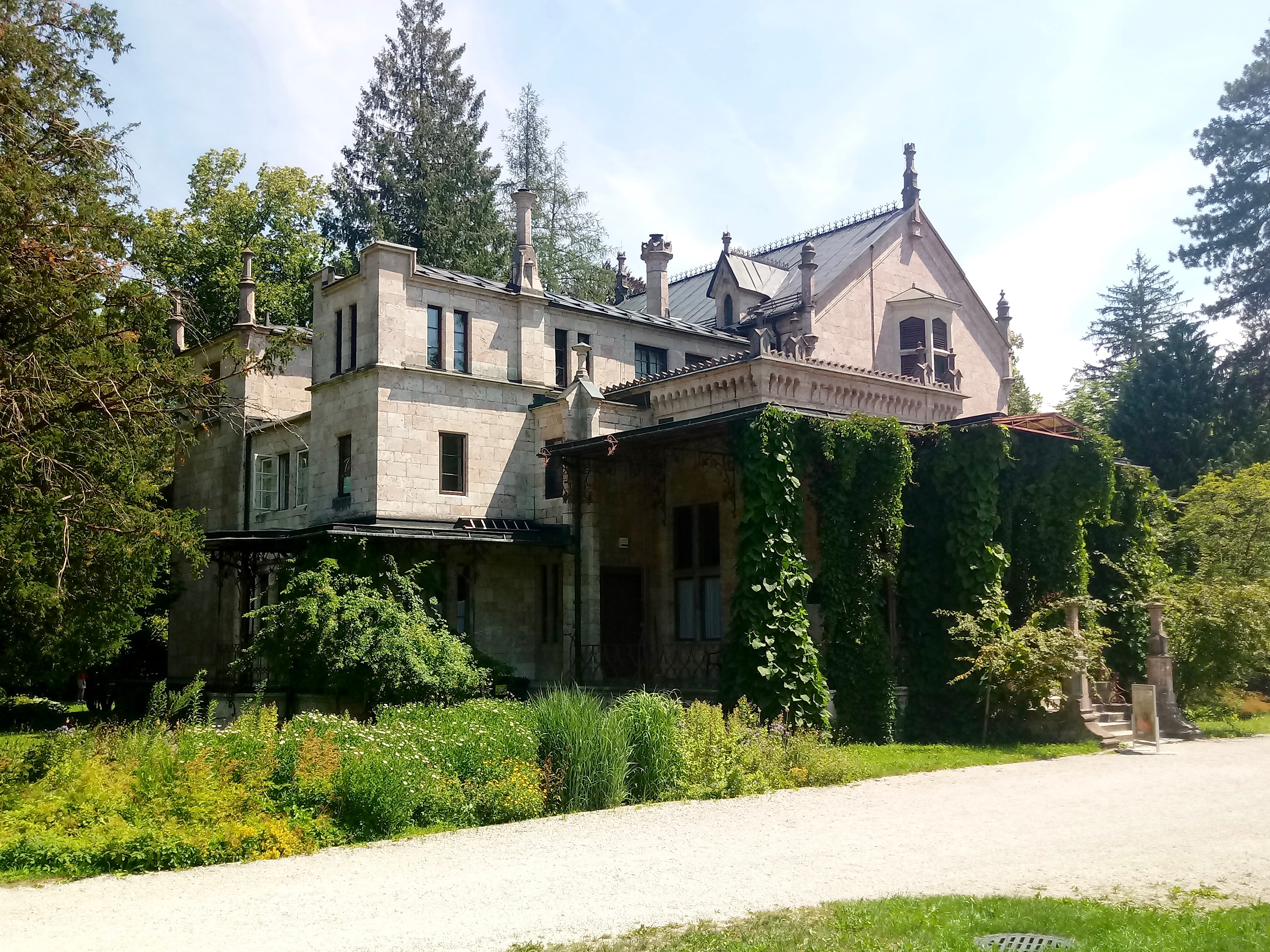
Das „Marmorschlössl“

## Filme
- Bei Familie Habsburg-Lothringen in der Kaiservilla Bad Ischl. (= Herrschaftszeiten! – Johann-Philipps Schlossbesuche. Staffel 2, Folge 4). Reportage, 45 Min. Produktion: ORF. Drehbuch und Regie: Martin S. Pusch. Österreich 2022 (Online bei YouTube).[13][14]